# Dead (canción de Zoé)
«Dead» es una sencillo de la banda rock alternativo Zoé publicando en su álbum The Room (EP) la canción su publicada en noviembre del 2005

## Videoclip
Fue grabado en 35 mm, el 1 y 2 de agosto del 2005 en las afueras de Real de 14, San Luis Potosí grabado por Dalai Vado, fue grabado con sus mismos recursos, pues habían contado relaciones con Sony Music.

## Otras versiones
Tiene una versión en álbum en vivo 281107 en vivo desde el Palacio de los Deportes ante 17,976 personas.
Crearon una versión para su álbum en vivo MTV Unplugged/Música de fondo del 2011 donde contaron con la compañía de músicos como Chetes en la guitarra acústica, Andrés Sánchez, Yamil Rezc en las Percusiónes y Adrian Dárgelos vocalista de la banda argentina Babasónicos. 
Esta canción fue tocada en su Concierto en el Foro Sol pero no fue incluida ni el DVD y ni el CD.
Tiene una versión en el álbum tributo Reversiones con cover hecho por Porter estrenado el 16 de octubre del 2020 en plataforma de YouTube.

## Personal
En la versión de Estudio participaron
- León Larregui - voz líder.
- Sergio Acosta - guitarra eléctrica.
- Ángel Mosqueda - Bajo.
- Rodrigo Guardiola - Batería.
- Jesús Báez - Teclados.[2]

En la versión del Unplugged participaron
- León Larregui - Dueto.
- Adrian Dárgelos - Dueto.
- Ángel Mosqueda - Bajo.
- Sergio Acosta - guitarra acústica.
- Jesús Báez - Piano.
- Rodrigo Guardiola - batería, Percusión.
- Chetes - guitarra acústica.
- Yamil Rezc - Percusiones.
- Andrés Sánchez - Percusiones, Egg shaker.
- Benjamín Carone Sheptak - Violín.[6]
- Edgardo Carone Sheptak - Violín.[6]
- Milana Sovolena Solobioma - Viola.[6]
- Salomón Guerrero Alarcón - Violonchelo.[6]